# Ронконе
Ронконе (итал. Roncone) — коммуна в Италии, расположена в провинции Тренто, в автономной области Трентино-Альто-Адидже.
Население составляет 1443 человек (2011 г.), плотность населения составляет 51 чел./км². Занимает площадь 29 км². Почтовый индекс — 38087. Телефонный код — 0465.
Покровителем коммуны почитается святой Стефан, празднование 26 декабря.

## Демография
Динамика населения:

## Администрация коммуны
- Официальный сайт: http://www.comune.roncone.tn.it/